# Tillandsia platyphylla
Tillandsia platyphylla är en gräsväxtart som beskrevs av Carl Christian Mez. Tillandsia platyphylla ingår i släktet Tillandsia och familjen Bromeliaceae. Inga underarter finns listade i Catalogue of Life.